# Nyamungugu
Nyamungugu är ett vattendrag i Burundi.   Det ligger i provinsen Cibitoke, i den nordvästra delen av landet, 40 km norr om huvudstaden Bujumbura.
Omgivningarna runt Nyamungugu är en mosaik av jordbruksmark och naturlig växtlighet. Runt Nyamungugu är det tätbefolkat, med 343 invånare per kvadratkilometer.